# Rebel·lió a les aules (pel·lícula de 1967)
Rebel·lió a les aules (títol original: To Sir, with love) és una pel·lícula britànica de 1967 dirigida per James Clavell i protagonitzada per Sidney Poitier. Està basada en la novel·la To Sir, with love d'I.R. Braithwaithe. Ha estat doblada al català.
La cançó de la pel·lícula, "To sir, with love", interpretada per Lulu, va aconseguir el lloc número 1 de les cartelleres musicals, i va ser considerada "Cançó de l'any" segons la revista Billboard de 1967, a més la pel·lícula ocupa el lloc 27 de la llista de Entertainment Weekly 50 Best High School Movies.
Una seqüela per a televisió,  To Sir, with Love II, dirigida per Peter Bogdanovich, va ser estrenada el 1996, amb Sidney Poitier reprenent el seu paper protagonista. No obstant això i com era d'esperar, va tenir un èxit significativament menor.

## Argument
Un enginyer negre sense treball anomenat Mark Thackeray troba feina com a professor d'un grup d'estudiants conflictius en una escola dels afores de Londres. Però darrere de la rude i grollera aparença dels seus alumnes, no hi ha mals sentiments. Al principi, Mark intenta guanyar-se la seva confiança utilitzant mètodes tradicionals, però el fracàs és de tal magnitud que no dubta a buscar noves estratègies educatives.

## Repartiment
- Sidney Poitier: Mark Thackeray
- Christian Roberts: Denham
- Judy Geeson: Pamela Dare
- Suzy Kendall: Gillian Blanchard
- Ann Bell: Mrs. Dare
- Geoffrey Bayldon: Theo Weston
- Faith Brook: Grace Evans, la sotsdirectora
- Patricia Routledge: Clinty Clintridge
- Christopher Chitell: Potter
- Adrienne Posta: Moira Joseph
- Edward Burnham: Florian
- Rita Webb: Mrs. Joseph
- Fiona Duncan: Euphemia Phillips
- Fred Griffiths: Mr. Clark
- Mona Bruce: Josie Dawes
- Gareth Robinson: Tich Jackson

## Rebuda
Després del seu llançament als Estats Units, el periodista Bosley Crowter compara l'actuació de Sidney Poitier en aquesta pel·lícula amb la seva actuació en la seva pel·lícula anterior (La jungla de les pissarres, 1955), sobre això escriu "un agradable aire de noblesa impregna aquesta pel·lícula de color, i el senyor Poitier dona un pintoresc exemple de com apropiadament es col·loca l'altra galta. A pesar que s'autocontrola amb dificultat en els enfrontaments amb la seva classe, i fins i tot s'enfada en una ocasió, ell mai actua com un trompellot a diferència d'un dels seus companys (el prof. Weston, interpretat per Geoffrey Bayldon). Excepte per alguns comentaris feridors d'aquest últim, hi ha poca intrusió o discussió sobre el tema racial: discretament li resta importància igual que moltes altres situacions de tensió a l'escola. To Sir... corre com un acollidor, agradable i increïble conte".
Halliwell's Film and Video Guide la descriu com "no-realista i sentimental" i cita una crítica de Monthly Film Bulletin que afirma que "el guió sona com si hagués estat escrit per un gelós professor d'escola dominical després d'un boicot particularment estimulant d'afrikaans sud-africans".
Time Out Film Guide diu que "no s'assembla a la vida escolar tal com la coneixem" i "la reforma miraculosa en una setmana abans del termini (gràcies al professor Poitier) és risible". Malgrat estar d'acord amb afirmacions sobre el sentimentalisme de la pel·lícula, i que li dona una classificació mediocre, el Virgin Film Guide assegura "el que en fa una pel·lícula agradable és la naturalesa mítica del personatge de Poitier. Se les arregla per semblar com una persona real, al mateix temps que incorpora tot el que cal saber sobre la moral, el respecte i la integritat".
La pel·lícula es va entrenar i es va convertir en un èxit abans de l'aparició d'una altra pel·lícula de temàtica similar, Up the Down Staircase (1967).
To Sir, with love manté una qualificació de 92% ("fresc") en l'opinió global del lloc Rotten Tomatoes. La pel·lícula va recaptar 42.432.803 dòlars en les taquilles dels Estats Units, produint 19 milions de beneficis, per la qual cosa és la vuitena pel·lícula de més recaptació als Estats Units.

## Banda sonora
La banda sonora de la pel·lícula compta amb la participació de la cantant Lulu i el grup The Mindbenders, amb música incidental de Roy Grainer. L'àlbum original va ser llançat per Fontana Records, va ser rellançat en format CD el 1995. Allmusic li va atorgar tres estrelles de cinc.
La cançó del títol va estar en el primer lloc del Cash Box Top 100 durant tres setmanes.
1. To Sir, with Love - Lulu
2. School Break Dancing "Stealing My Love from Me" - Lulu
3. Thackeray meets Faculty, Then Alone
4. Music from Lunch Break "Off and Running" - The Mindbenders
5. Thackeray Loses Temper, Gets an Idea
6. Museum Outings Montage "To Sir, with Love" - Lulu
7. A Classical Lesson
8. Perhaps I Could Tidy Your Desk
9. Potter's loss of temper in gym
10. Thackeray reads letter about job
11. Thackeray and Denham box in gym
12. The funeral
13. End of Term Dance "It's Getting Harder all the Time" - The Mindbenders
14. To Sir With Love - Lulu

## Premis i nominacions

### Golden Laurel
| Any  | Categoria          | Persona           | Resultat  |
| ---- | ------------------ | ----------------- | --------- |
| 1968 | Sleeper de l'Any   | Sleeper de l'Any  | Guanyador |
| 1968 | Nou rostre femení  | Judy Geeson       | Candidata |
| 1968 | Nou rostre masculí | Christian Roberts | Candidat  |

### Premis del Sindicat de Directors
| Any  | Categoria                                              | Persona       | Resultat |
| ---- | ------------------------------------------------------ | ------------- | -------- |
| 1967 | Outstanding Directorial Achievement in Motion Pictures | James Clavell | Candidat |

### Premis Grammy
| Any  | Categoria           | Persona             | Resultat |
| ---- | ------------------- | ------------------- | -------- |
| 1968 | Millor banda sonora | Millor banda sonora | Candidat |